# Fiscut
Fiscut – wieś w Rumunii, w okręgu Arad, w gminie Șagu. W 2011 roku liczyła 581 mieszkańców. 